# انریکو سانتیا
انریکو سانتیا (انگلیسی: Enrico Santià؛ ۶ نوامبر ۱۹۱۸ – ۱۸ ژانویهٔ ۱۹۹۶) بازیکن فوتبال اهل ایتالیا بود.
از باشگاه‌هایی که در آن بازی کرده‌است می‌توان به باشگاه فوتبال پادوا، باشگاه فوتبال نووارا، باشگاه فوتبال یوونتوس، و باشگاه فوتبال تورینو اشاره کرد.